# 尼伐拉稻
尼伐拉稻（学名：Oryza nivara）为禾本科菰屬下的一个种。